# Павлос Нірванас

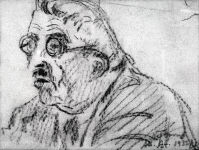
Павлос Нірванас

Павлос Нірванас (грец. Παύλος Νιρβάνας, 1866 р.н., Маріуполь, Російська імперія — 28 Листопад 1937, Афіни, Греція) — грецький письменник, справжнє ім'я Петрос К. Апостолідіс .

## Біографія
Павлос Нірванас (справжнє ім'я — Петрос Апостолідіс народився в 1866 році в м. Маріуполь. Батько Нірванаса був із Скопелоса, мати з Хіоса. У ранньому віці Павлос Нірванас переїхав до Греції і відтоді жив у Піреї. Він вивчав медицину в Афінському університеті, який закінчив у 1890 році. Перебував на службі у ВМС і дослужився до старшого лікаря (γενικός αρχίατρος). У 1922 році Павлос залишив службу. Він також працював журналістом і був членом Афінської академії з 1928 року. Він вважав Егейський острів своїм домом протягом усього життя.

## Творчість
Павлос Нірвана працював в усіх жанрах літератури. Він писав оповідання, драми, вірші, есе, рецензії, романи, сатири та новітні історичні тексти. Також займався перекладами. У 1884 році опублікував перший том поезії. Однак літературно-історичне значення у творчості письменника мають менше вірші, а більше твори, які є автобіографічними. Така Лінгвістична автобіографія (Γλωσσική Αυτοβιογραφία), написана у 1905 р.. У розповіді від першої особи він описує кар'єру юнака, який все більше піддається захопленню високого рівня мови і стає вченим. Його наукові промови мало хто розуміє, та він викликає захоплення здібностями. Проте зустрівши вродливих дівчат із простолюду, він почав сумніватися у своїх мовних досягненнях.
Відзнаки
Павлос Нірванас був нагороджений за літературну діяльність у 1923 році.

## Твори
- Δάφναι εις την 25ην Μαρτίου 1821 (вірші, 1884)
- Η φιλοσοφία του Νίτσε (есе, 1898)
- Γλωσσική Αυτοβιογραφία (сатира, 1905)
- Παγά Λαλέουσα (вірші, 1907)
- Ο αρχιτέκτων Μάρθας (п'єса, 1907)
- Το χελιδόνι (п'єса, 1908)
- Μαρία Πενταγιώτισσα (п'єса, 1909)
- Όταν σπάση τα δεσμά του (п'єса, 1910)
- Το συναξάρι του παπα-Παρθένη (новели, 1915)
- Αριστοτέλης Βαλαωρίτης (есе, 1916)
- Η ηθική επίδρασις της επαναστάσεως (Нарис, 1923)
- Το αγριολούλουδο (роман, 1924)
- Ξενιτιά (новели, 1925)
- Το έγκλημα του Ψυχικού (роман, 1928)
- Εκλεκτές Ιστορίες (новели, 1930)
- Ένας ίσκιος στη νύχτα (новели, 1934)